# Кизяков, Тимур Борисович
Тиму́р Бори́сович Кизяко́в (род. 30 августа 1967 года, Реутов, Московская область) — советский и российский телеведущий, автор и ведущий программы «Когда все дома» на телеканале «Россия-1», ранее известной как «Пока все дома». Член Высшего совета политической партии «Единая Россия» с 2016 года.

## Биография
Родился 30 августа 1967 года в городе Реутове Московской области.
Мать, Валентина Александровна — инженер; отец — военнослужащий.
В 1986 году окончил Егорьевский АУЦ ДОСААФ по специальности «Пилот вертолёта Ми-2», в 1992 году — Московский энергетический институт по специальности «Автоматика и телемеханика».
С 1988 года работал в Главной редакции программ для детей и юношества ЦТ СССР в качестве соавтора и ведущего программы «С утра пораньше».
С 8 ноября 1992 по настоящее время — ведущий передачи «Когда все дома» на телеканале «Россия-1» (до 4 июня 2017 года выходила на 1-м канале Останкино, ОРТ и «Первом канале» под названием «Пока все дома»).

## Общественная деятельность
В 2006 году стал одним из основателей Общероссийской информационно-поисковой системы для усыновителей «Видеопаспорт», созданной для максимально эффективного устройства в семьи детей-сирот и детей, оставшихся без попечения родителей.
По данным на начало 2019 года, создано более 4700 видеопаспортов, в семьи устроено и находятся на стадии передачи в семью более 3650 детей (средняя эффективность устройства 77 %). Интернет-версия видеопаспортов размещается на специальном сайте. Телевизионная версия — рубрика «У вас будет ребёнок» — выходит в программе «Когда все дома». За один приезд в детский дом снимают двоих детей, а от программы к программе стараются чередовать пары: мальчик – девочка, дети постарше – дети до трёх лет.
За создание системы «Видеопаспорт» в 2015 году Кизяков был удостоен премии Правительства РФ в области средств массовой информации.
Для защиты от подделок авторское название «Видеопаспорт» было официально зарегистрировано. Вопреки слухам о том, что якобы авторы системы «Видеопаспорт» в судебном порядке массово запрещают снимать и устраивать в семьи детей-сирот, с 2006 года состоялся всего один судебный процесс, основанием для которого послужил иск к компании, специализирующейся на ремонте квартир, выпустившей низкопробные видеоролики под именем «Видеопаспорт». Процесс был выигран, юридическую поддержку безвозмездно оказал известный адвокат Михаил Барщевский.
В 2012 году избран членом Общественной палаты Центрального федерального округа[2].
В феврале 2016 года вошел в высший совет партии «Единая Россия», предложение поступило от замсекретаря генсовета Ольги Баталиной. В партии планируют заниматься проблемами устройства детей-сирот и телевидения (косноязычием телеведущих и отсутствием детских передач).

## Скандал с финансированием роликов о детях-сиротах
Является владельцем компании «Видеопаспорт», с 2006 года снимающей детей-сирот в видеороликах для рубрики «Пока все дома» «У вас будет ребёнок». Согласно министерству образования, за каждую анкету в ходе проводившихся тендеров фирма получала 100 000 рублей, всего было сделано 350 анкет. Параллельно «Видеопаспорт» судился с другими благотворительными организациями из-за прав на товарный знак «Видеопаспорт ребёнка», требуя запретить делать подобные съёмки другим организациям (затраты которых на эту процедуру равнялись 3 000 рублей).
В августе 2017 года стало известно, что «Первый канал» отказался от показа телепрограммы «Пока все дома» и сотрудничества с авторами и производителями телепередачи из-за финансового скандала со съёмками видео о детях-сиротах. Компании, которые принадлежат создателям передачи, получили на создание видеороликов о детях-сиротах около 110 млн руб. 30 августа того же года Генеральная прокуратура Российской Федерации объявила о начале проверки по информации о нарушениях, допущенных при съёмках программы. Особое внимание будет уделено целевому использованию выделенных денежных средств.
С сентября 2017 года программа «Когда все дома с Тимуром Кизяковым» выходит на телеканале «Россия-1».
6 апреля 2018 года официальный представитель Генпрокуратуры России Александр Куренной сообщил, что Генеральная прокуратура России не выявила нарушений в расходовании бюджетных средств на создание видеопаспортов детей-сирот в рубрике «У вас будет ребёнок».

## Личная жизнь
Жена — Елена Владимировна Кизякова (дев. Ляпунова), родилась 18 декабря 1972 года в Волгограде. Выпускница историко-филологического факультета Российского университета дружбы народов им. Патриса Лумумбы. За Тимуром замужем с 1997 года. У Кизяковых две дочери — Елена (1998 г. р.), Валентина (2003 г. р.) и сын Тимур (2012 г. р.). С сентября 2006 года Елена ведёт рубрику «У вас будет ребёнок» в телепрограмме своего мужа. Пара владеет крупным коттеджем в Подмосковье.

## Общественная позиция
В марте 2014 года подписал обращение деятелей культуры Российской Федерации в поддержку политики президента России Владимира Путина по Украине и Крыму.

## Признание и награды
- 1995 — лауреат профессиональной премии «Золотой Остап» в номинации «Лучший ведущий».
- 1996 — номинант премии «ТЭФИ» как «Лучший ведущий развлекательных программ».
- 1999 — финалист премии «ТЭФИ» как «Лучший ведущий развлекательных программ».
- 2000 — лауреат премии «ТЭФИ» в номинации «Лучший ведущий».
- 2000 — лауреат конкурса «Лицо-2000».
- 2006 — награждён орденом Дружбы[21].
- 2007 — награжден почётным знаком «Благодарю» Губернатора Московской области
- 2012 — награждён орденом Почёта[22].
- 2012 — награждён почетной грамотой Уполномоченного по правам человека в РФ.
- 2012 — награждён Золотой медалью имени Льва Николаева за существенный вклад в просвещение, популяризацию достижений науки и культуры.
- 2015 — премия Правительства РФ в области средств массовой информации.
- 2016 — награждён медалью Уполномоченного по правам ребёнка в РФ, «За заслуги деле защиты детей России».
- 2016 — награждён медалью Уполномоченного по правам ребёнка в РФ, «Отцовская защита».
- 2016 — награждён медалью Уполномоченного по правам ребёнка в РФ, «За защиту детства».